# Штерн, Мориц Рейнгольд фон
Морис Рейнгольд фон Штерн (нем. Maurice Reinhold von Stern; 3 апреля 1860, Ревель — 28 октября 1938, Линц) — немецкий писатель

, поэт, журналист, редактор и издатель; офицер Русской императорской армии. Младший брат журналиста и историка Карла Фридриха фон Штерна (1859—1944).

## Биография
Морис Рейнгольд фон Штерн родился 3 апреля 1860 года в городе Ревеле Эстляндской губернии Российской империи в семье балтийских немцев; сын поэта и землевладельца Карла Вальфрида фон Штерна (1819-1874) и его жены Каролины из рода Паткуль. 

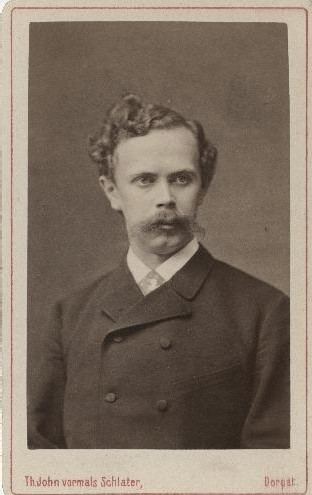
Штерн, Карл Фридрих фон (брат)

После окончания средней школы в Дерпте (ныне Тарту) он добровольцем пошёл на военную службу в Русскую императорскую армию и участвовал в русско-турецкой войне.
По окончании войны стал журналистом газеты «Revalsche Zeitung».
Затем фон Штерн эмигрировал в Соединённые Штаты Америки и с 1881 года жил в Нью-Йорке, где поначалу был чернорабочим в порту и жил в большой бедности. Он регулярно посещал социал-демократические мероприятия. Вскоре он стал журналистом в немецкоязычных газетах «New Yorker Staats-Zeitung» и «New Yorker Volkszeitung», а также основал рабочую газету «New Jersey Arbeiterzeitung». Он описал это время в своем автобиографическом романе «Walter Wendrich» («Вальтер Вендрих», 1895).
Весной 1885 года Морис Рейнгольд фон Штерн вернулся в Европу и поступил в университет Цюриха, но был исключён из-за своих политических взглядов. Затем он писал общественно-политические и философские труды в качестве внештатного писателя. Сборники стихов Штерна «Proletarier-Lieder» (1885) и «Stimmen im Sturm» (1888) содержат революционные лозунги, призывы к восстанию, к свержению тронов («Немецкий народ, разбей короны»); в стихотворении «In memoriam Karl Marx» провозглашается лозунг «соединяйтесь». В излишне политизированной «БСЭ» было написано, что «мелкобуржуазный радикализм Ш. носит неустойчивый и половинчатый характер. Так напр., поэма «Insel Ahasvers» (1893) противопоставляет личность и коллектив как вечно борющиеся между собой начала».
С 1888 по 1890 год фон Штерн был редактором «Zürcher Volksblatt». В 1890 году он порвал с социал-демократией, а в конце 1890-х гг. совершенно отошел от общественно-политической тематики.
В 1892 году Штерн основал издание «Stern’s literarisches Bulletin der Schweiz», которое  в 1898 году обанкротилось.
Затем он переехал в район Линца (Верхняя Австрия), где присоединился к немецкому националистическому движению. С декабря 1901 года он стал редактором «Kyffhäuser» и какое-то время был директором австрийского издательства.
В 1920-х годах М. Р. фон Штерн также написал несколько сочинений философского содержания, таких как «Weltanschauung» (1921) или «Теория бессознательного» (1928). Последние годы своей жизни он провёл в своём доме недалеко от Оттенсхайма.
Морис Рейнгольд фон Штерн умер 28 октября 1938 года в городе Линце.

## Семья
Его сын Карл фон Штерн (1897—1944) стал художником.